# Gemeldorp

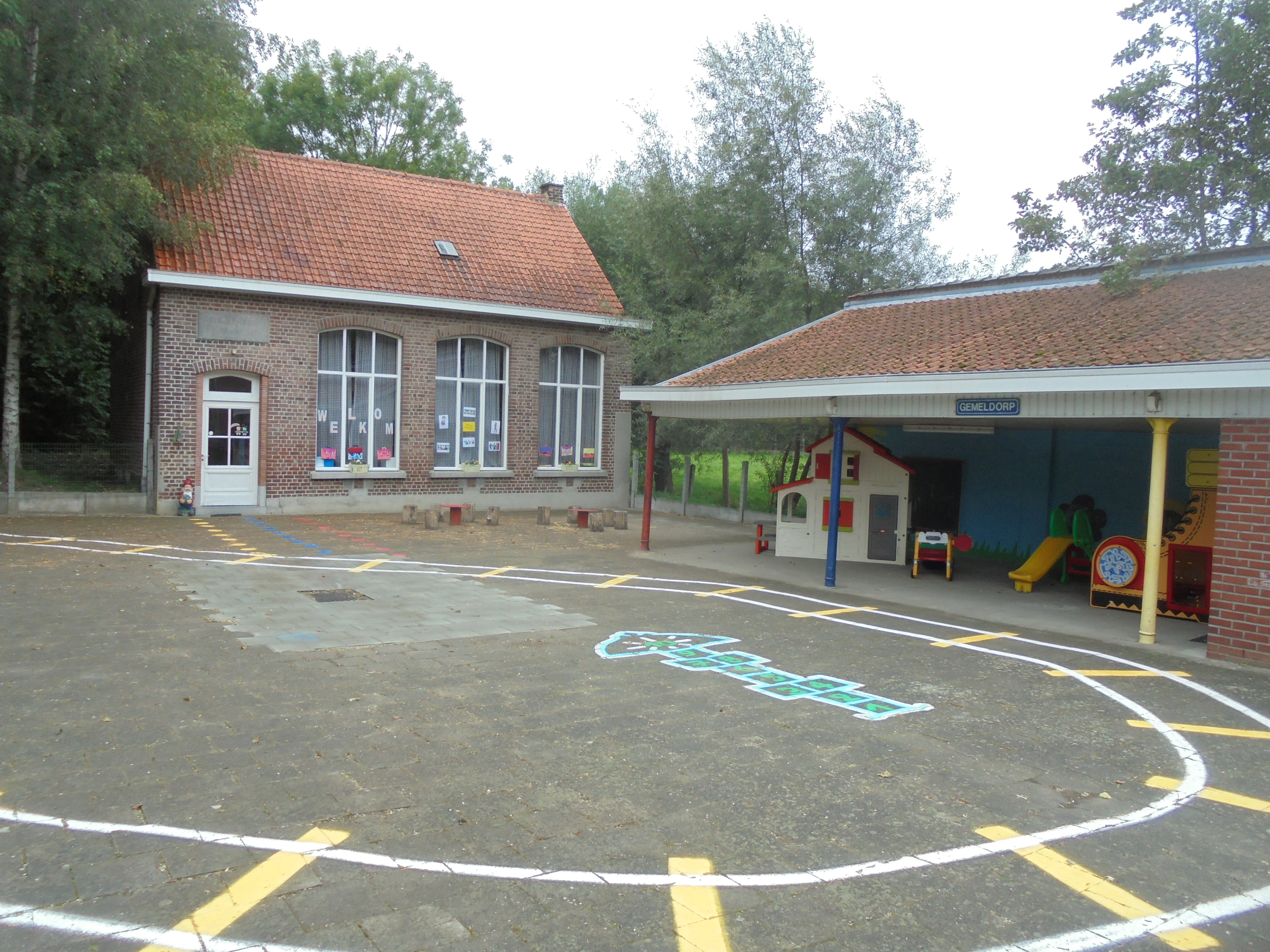
Kleuterschool van Gemeldorp

Gemeldorp is een plaats in de Oost-Vlaamse gemeente Lierde, gelegen op 2 km ten noordoosten van de kern van Deftinge.
Deze kern werd in 1313 vermeld als Ghermansdorpe. Van 1861-1865 werd de spoorlijn van Gent via Geraardsbergen naar 's-Gravenbrakel aangelegd. Deze lijn had te Gemeldorp een halte. Omstreeks 1900 ontwikkelde zich hier een kleine dorpskern.